# Lewis Strauss

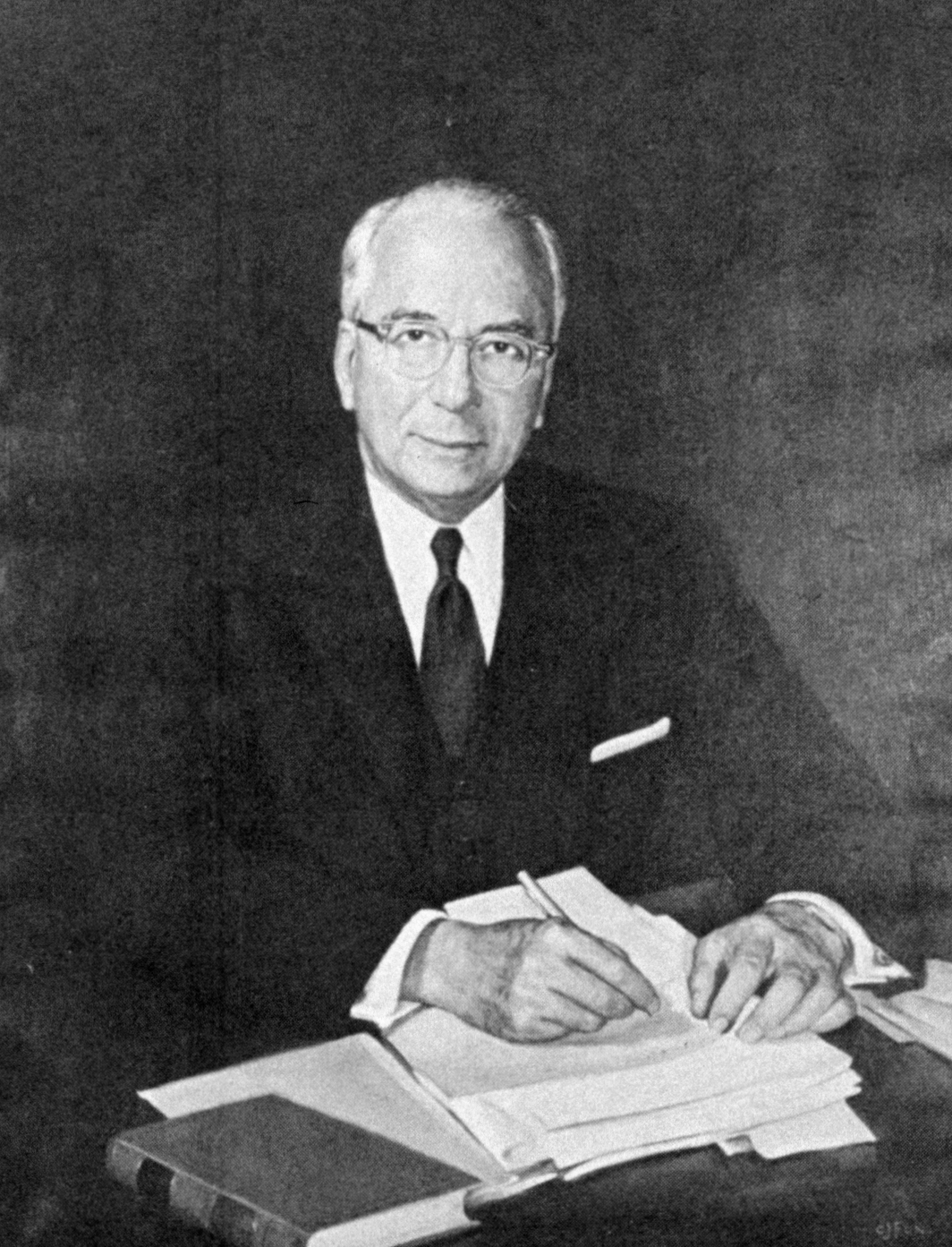
Lewis Strauss

Lewis Lichtenstein Strauss junior (/ˈstɹɔːz/; * 31. Januar 1896 in Charleston, West Virginia; † 21. Januar 1974 in Brandy Station, Virginia) war ein US-amerikanischer Politiker (Republikanische Partei), Geschäftsmann, Bankier, Offizier der US Navy und von 1958 bis 1959 der kommissarische Handelsminister der Vereinigten Staaten. Als führendes Mitglied der United States Atomic Energy Commission war Strauss maßgeblich an der politischen Entscheidung zum Bau der ersten Wasserstoffbombe „Mike“ beteiligt.

## Leben

### Frühes berufliches Leben
Lewis Lichtenstein Strauss kam am 31. Januar 1896 als Sohn von Lewis Strauss senior und dessen Frau Rosa Strauss, geborene Lichtenstein, in Charleston zur Welt. Seine Kindheit verbrachte Strauss größtenteils in Richmond. Nach seiner Schulzeit absolvierte Strauss eine kaufmännische Ausbildung und arbeitete im Schuhgroßhandel seiner Familie mit. Im Jahr 1917 traf er zum ersten Mal Herbert Hoover, mit dem er während des Ersten Weltkriegs als Freiwilliger der sogenannten Belgian American Educational Foundation half, aus Europa zurückgekehrte Soldaten mit Essen zu versorgen. Nach dem Krieg verband Strauss eine enge Freundschaft mit Hoover, so unterstützte er 1928 auch dessen erfolgreiche Präsidentschaftskandidatur. Zuvor war er im Jahr 1919 in die Firma Kuhn, Loeb & Co. eingetreten und hatte 1923 Alice Hanauer, die Tochter eines Geschäftspartners, geheiratet. Politisch engagierte sich Strauss in der Republikanischen Partei; im Jahr 1928 gehörte er als Vertreter Virginias dem Republican National Committee an.

### Zeit in der Atomenergiebehörde

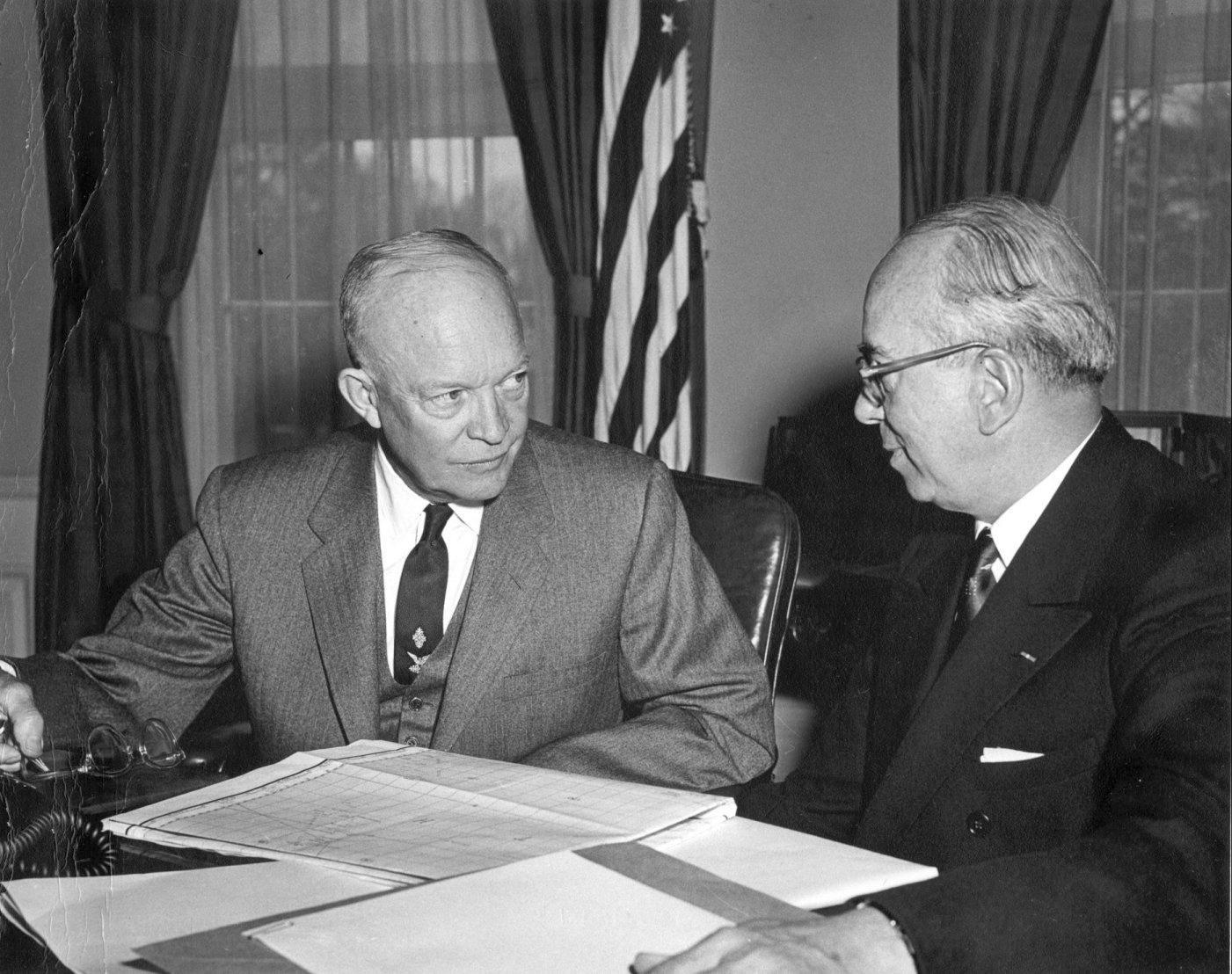
Präsident Eisenhower (links) und Lewis Strauss unterhalten sich über die Operation Castle (März 1954)

Von dem demokratischen Präsidenten Harry S. Truman wurde Strauss 1946 in die United States Atomic Energy Commission (USAEC) berufen. Vor seiner Berufung hatte er als Investmentbanker eine Million Dollar jährlich verdient. Strauss gehörte der Kommission bis 1950 an. Drei Jahre später wurde er von Präsident Eisenhower erneut in die Kommission berufen und wurde diesmal Vorsitzender – ein Amt, das er bis 1958 ausübte. Allerdings akzeptierte Strauss seinen Vorsitz nur unter der Bedingung, dass Robert Oppenheimer keinerlei Beratungsstellung in der Kommission hatte. Damit war er auch treibende Kraft für den Entzug der Sicherheitsberechtigung Oppenheimers im Jahr 1954. Im Zuge des Kalten Krieges und des damit verbundenen Wettrüstens zwischen den Vereinigten Staaten und der Sowjetunion musste aufgrund des erfolgreichen Atomtests der Sowjetunion vom damaligen Präsidenten Truman die Entscheidung getroffen werden, ob eine noch mächtigere Bombe – die Wasserstoffbombe – gebaut werden sollte. Während der von Strauss als möglicher Spion der Sowjetunion diffamierte Oppenheimer sowie die Führung der USAEC unter David E. Lilienthal gegen den Bau einer Wasserstoffbombe waren und die USAEC vielmehr das Vorhaben verfolgte, zwar mehr Atomwaffen zu produzieren, gleichzeitig aber international den Bau von Nuklearwaffen schärfer zu kontrollieren, befürwortete Strauss klar die Planung einer Wasserstoffbombe. Im Januar 1950 stimmte Truman nach energischem Zutun von Strauss dem Vorschlag zu, eine solche Bombe zu bauen und begründete seine Entscheidung damit, dass „er [...] dafür sorgen müsse, dass sich [Amerika] gegen jeden möglichen Feind verteidigen könne.“ Am 1. November 1952 wurde auf den Marshallinseln schließlich der erste thermonukleare Sprengsatz Ivy Mike gezündet. In die Amtszeit Strauss’ als Vorsitzender der Atomenergiebehörde fällt auch die Operation Castle, eine Serie von US-amerikanischen Nuklearwaffentests.

### Nicht-Bestätigung als US-Handelsminister
Am 10. November 1958 übernahm Strauss kommissarisch das Amt als Handelsminister der Vereinigten Staaten und trat die Nachfolge von Sinclair Weeks an. Nachdem er knapp ein Jahr Eisenhowers Kabinett angehört hatte, sollte sein Amt als Handelsminister vom US-Senat bestätigt werden. Strauss konnte die Abstimmung jedoch als erster Kandidat seit 1925 nicht gewinnen, sondern unterlag überraschend mit 46:49 Stimmen. Zur zunehmenden Unpopularität von Strauss trugen sein als überheblich und rechthaberisch empfundenes Auftreten und eine von ihm unter Eid gemachte Falschaussage bei. Die drei entscheidenden Nein-Stimmen kamen dabei von den Senatoren Stuart Symington, John F. Kennedy und Lyndon B. Johnson; die beiden letztgenannten trieben vier Jahre später als Präsident bzw. Vizepräsident die politische Rehabilitierung von Robert Oppenheimer voran. Strauss wurde nach seiner Abstimmungsniederlage am 10. August von Frederick H. Mueller abgelöst und zog sich weitestgehend aus politischen Angelegenheiten zurück.

## Rezeption
Der US-amerikanische Polarforscher Richard Evelyn Byrd benannte den Strauss-Gletscher in der Antarktis nach ihm.
2023 kam die unter der Regie von Christopher Nolan entstandene Filmbiografie Oppenheimer in die Kinos, im Film ist auch die Rolle von Strauss gegenüber Robert Oppenheimer Thema. Der Politiker wird von Robert Downey Jr. verkörpert, der für seine Darstellung den Oscar als bester Nebendarsteller erhielt.